# Треш метал
Треш метал је врста хеви метал музике, која је бржа и агресивнија од хеви метала. Током '80-их треш метал је спадао међу популарнијим врстама метала.
Треш метал одликују традиционалне хеви метал мелодије, рифови, честа употреба бас бубња, те моћни вокали. Ипак, сам појам није лако дефинисати, јер је музика неретко помешана са другим врстама хеви метала, па чак и са класичном музиком и џез музиком.
Сам назив треш метал, који је уосталом увела Metallica, не односи се на смеће (енгл. trash) већ на шибање или бичевање (енгл. Thrash).

## Историја
Прве треш метал песме снимљене су крајем '70-их, а ова врста хеви метал музике је постала популарна током '80-их, пре свега у САД и Немачкој. Сматра се да је Overkill први треш метал састав, док су четири највеће групе у Сједињеним Америчким Државама биле Metallica, Anthrax, Megadeth и Slayer. У Немачкој, најпопуларнији су били Sodom, Kreator и Destruction.
Два најважнија треш метал албума су Master of Puppets (Metallica) и Reign in Blood (Slayer), оба издата 1986. године.
Током '90-их треш метал је изгубио на популарности доласком гранџа и друге алтернативне музике. Тада су и настале још агресивније хеви метал врсте блек метал и дет метал.

## Треш метал састави

### „Велика четворка“
- Anthrax
- Megadeth
- Metallica
- Слејер

### Најзначајнији у Немачкој
- Destruction
- Kreator
- Sodom
- Tankard

### Други значајнији састави
- Annihilator
- Coroner
- Celtic Frost
- Dark Angel
- Death Angel
- Exodus
- Flotsam And Jetsam
- Forbidden
- Hallows Eve
- Heathen
- Nuclear Assault
- Onslaught
- Overkill
- Pantera
- Sabbat
- Sepultura
- Tankard
- Testament
- The Haunted
- Venom